# Lethasterias acutispina
Lethasterias acutispina is een zeester uit de familie Asteriidae.
De wetenschappelijke naam van de soort werd in 1973 gepubliceerd door Hayashi.